# Pierre Brully

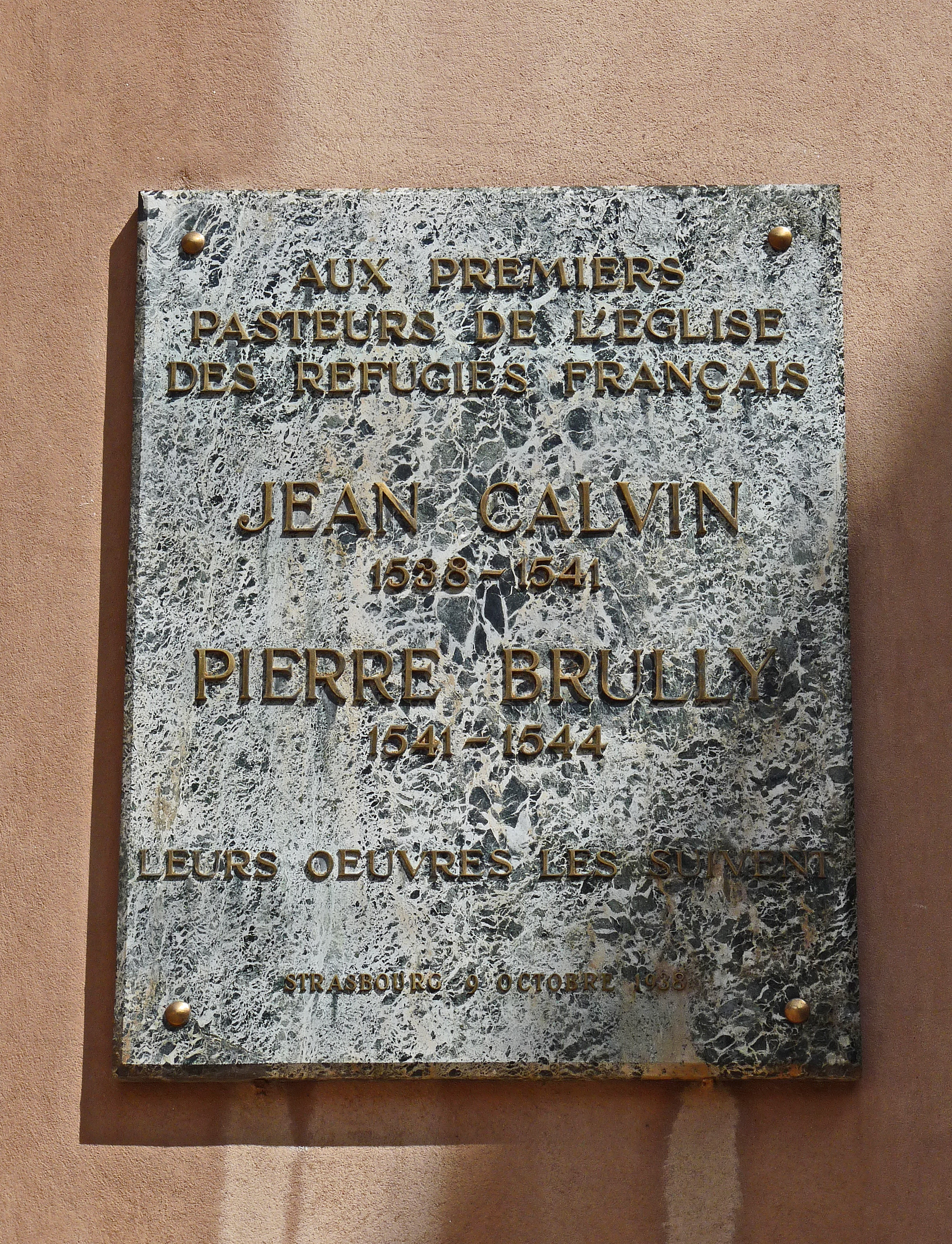
Erinnerungstafel an Calvin und Brully an der Église réformée du Bouclier in Straßburg

Pierre Brully (auch Petrus Brullius; * um 1518 vermutlich in Metz; † 19. Februar 1545 in Tournai) war ein calvinistischer Prediger, der in der Mitte des 16. Jahrhunderts wegen unerlaubter Missionierung öffentlich auf dem Scheiterhaufen verbrannt wurde.

## Leben
Pierre Brully, der auf Latein, der damals unter Gelehrten in Europa üblichen Sprache, Petrus Brullius hieß, wurde um das Jahr 1518 in Lothringen geboren. Er wurde Dominikaner, musste aber 1540 oder 1541 wegen seiner Hinwendung zum Calvinismus das Kloster in Metz verlassen. 1541 kam er nach Straßburg und betreute dort als Nachfolger Johannes Calvins die französischen Christen, die in der Freien Reichsstadt Zuflucht gefunden hatten. Als die unter der Verfolgung leidenden Reformierten in Flandern nach einem Prediger fragten, ging Brully auf Empfehlung Martin Bucers im September 1544 in der Verkleidung eines Kaufmanns dorthin und predigte unter anderem in Valenciennes, Lille, Douai und Arras. In Tournai wurde er enttarnt, gefangen genommen und am 19. Februar 1545 auf dem Marktplatz auf dem Scheiterhaufen hingerichtet.

## Gedenktag
19. Februar im Evangelischen Namenkalender.